# Malá Dobrá (tvrz)
Malá Dobrá je tvrz přestavěná na sýpku v obci Velká Dobrá v okrese Kladno. Tvrz sloužila jako panské sídlo od 14. do počátku 17. století. Během třicetileté války zpustla a později byla přestavěna na sýpku, která je od roku 1978 chráněna jako kulturní památka.

## Historie
Nejstarší dějiny vesnic Velká a Malá Dobrá a vladycích z Dobré nelze v historických pramenech odlišit. První písemná zmínka o tvrzi v Malé Dobré pochází z roku 1396, kdy patřila Drchovi z Malé Dobré. Drch je naposledy připomínán v roce 1419, ale z roku 1406 pochází také zmínka o Janu Chlípanovi z Malé Dobré. Během husitských válek se majitelem stal Bohuslav ze Tmáně a roku 1453 získal od krále Ladislava Pohrobka odúmrť po Drchovi. Poslední zmínka o Bohuslavovi je z roku 1457 a jeho potomci, zvaní Dobrští ze Tmáně, vesnici vlastnili až do roku 1499.
V roce 1499 na tvrzi sídlil Vilém Hromada z Boršic a po něm roku 1519 Jiří Kfelíř ze Zakšova. Ze jeho nezletilé děti statek spravoval poručník Petr Malý z Chrastu a nejpozději ve třicátých letech 16. století prodal jejich část Malé Dobré Zdeňkovi Kladenskému z Kladna. Zdeněk již předtím vlastnil Velkou Dobrou a část Malé Dobré.. V zápisu do desk zemských z roku 1544 jsou tvrze v Malé i Velké Dobré uvedeny jako pusté. Zdeněk Malou Dobrou připojil ke kladenskému panství. Žďárští ze Žďáru nejprve v Malé Dobré získali roku 1549 plat z jednoho dvora, který jim odkázali bratři Jiří a Kryštof. Ti ho dostali za poskytnuté služby od Zdeňka Kladenského. Později Žďárští získali také zbytek vesnice a Jiří Žďárský ze Žďáru nechal ve druhé polovině 16. století tvrz v Malé Dobré obnovit v renesančním slohu.
Poslední zmínka o tvrzi pochází z roku 1613. Přestala sloužit jako panské sídlo a během třicetileté války zpustla. V osmdesátých letech 17. století nebo po roce 1696, kdy ji získal Karel Jáchym z Bredy, byla přestavěna na sýpku.

## Stavební podoba
Hlavní obytnou budovu původní tvrze tvořila v předhusitském období věž se čtvercovým půdorysem s délkou strany asi deset metrů. Její přízemí bylo větráno jediným střílnovitým okénkem. Vstup se nacházel v prvním patře, kde se nacházela místnost osvětlená velkými okny. Zdí u severozápadního nároží vede chodbička, kterou se vstupovalo na prevét. Obytné bylo zřejmě i druhé patro a pravděpodobná je též existence patra třetího. Podoba opevnění je neznámá, ale potok a blízký rybníček naznačují, že v obranných možnostech tvrze hrála významnou úlohu voda.
V době renesance byla věž na jižní straně rozšířena. Přístavba měla vlastní přízemní vstup, ze kterého se na západní straně dochovala část ostění. V prvním patře byl obytný prostor osvětlený dvojicí velkých oken. Při rozšiřování stavby byla jižní stěna věže zeslabena, což vynutilo její snížení, a tím výškové sjednocení nové stavby, jejíž nejvyšší patro mohlo být hrázděné.
Třípodlažní budova sýpky má obdélníkový půdorys a valbovou střechu krytou bobrovkami. Do prvního patra se vstupuje po kamenném zastřešeném schodišti a vedle něj je pravoúhlý vstup do přízemí. V přízemí se nachází dvě místnosti, z nichž severní je klenutá valenou klenbou s výsečemi a v jižní má křížovou klenbu se středovým pilířem. Obě horní patra s trámovými stropy sloužila k ukládání obilí a vzájemně je spojuje vnitřní dřevěné schodiště.